# Juan Carreño
Juan Carreño Lara (14 augustus 1909 - 16 december 1940) was een Mexicaanse voetballer. Hij deed mee aan de WK van 1930. Hij was de eerste Mexicaan die scoorde in de FIFA World Cup. Tijdens dit toernooi was hij verbonden aan Atlante FC. Hij scoorde ook het eerste doelpunt van Mexico op de Olympische Spelen van 1928 in Amsterdam. Hij stierf op 31-jarige leeftijd aan een blindedarmontsteking.

## Interland Doelpunten
Mexico's doelpuntentotaal eerst
| #  | Datum        | Stadion                              | Tegenstander | Scoren | Resultaat | Wedstrijd             |
| -- | ------------ | ------------------------------------ | ------------ | ------ | --------- | --------------------- |
| 1. | 13 juli 1930 | Estadio Pocitos, Montevideo, Uruguay | Frankrijk    | 1 –3   | 1-4       | FIFA Wereldbeker 1930 |